# NGC 4506
NGC 4506 је спирална галаксија у сазвежђу Береникина коса која се налази на NGC листи објеката дубоког неба.
Деклинација објекта је + 13° 25' 13" а ректасцензија 12h 32m 10,5s. Привидна величина (магнитуда) објекта NGC 4506 износи 12,8 а фотографска магнитуда 13,7. NGC 4506 је још познат и под ознакама UGC 7682, MCG 2-32-120, CGCG 70-152, VCC 1419, PGC 41546.